# Bundespolizeidirektion Wien

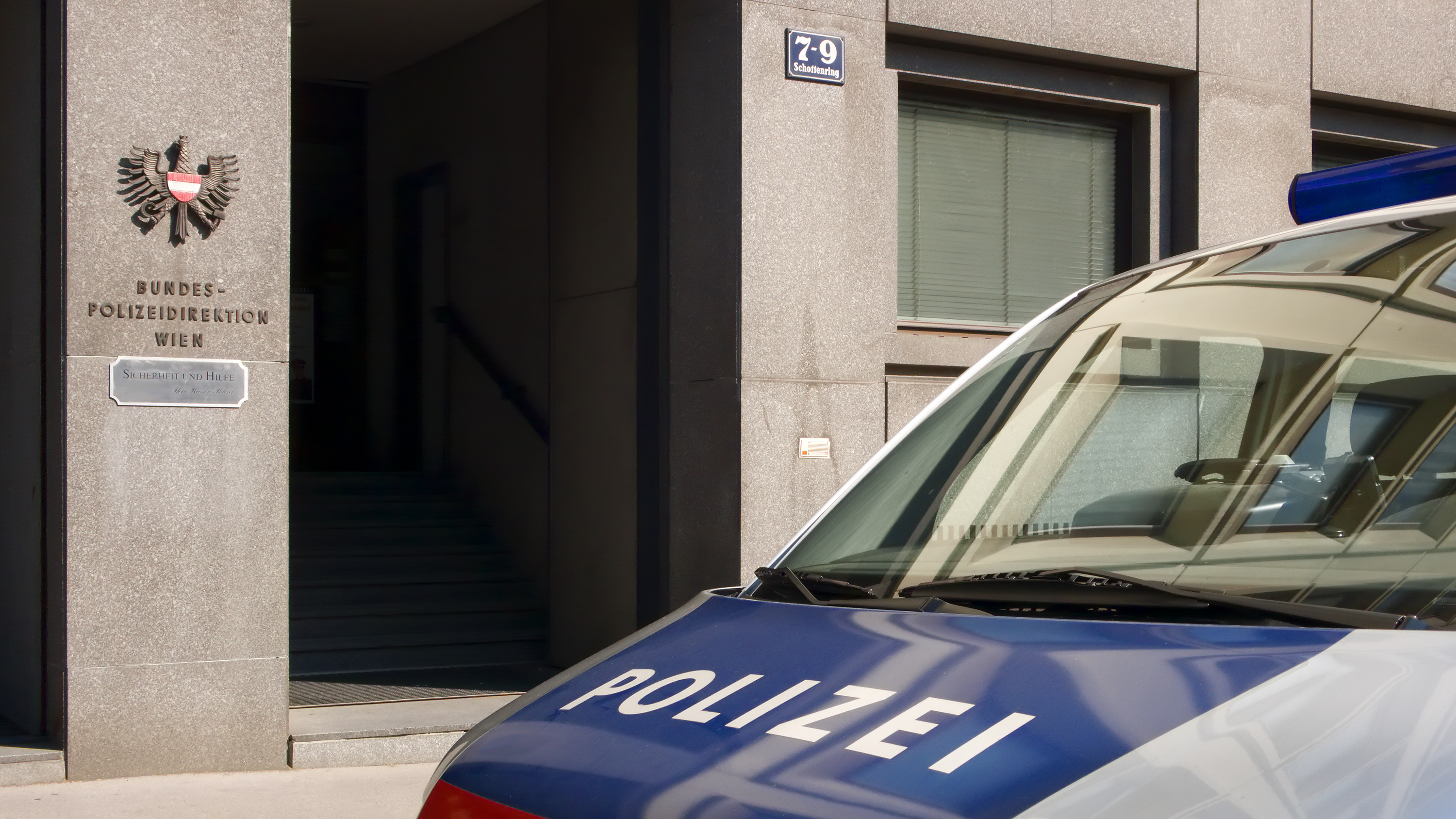
Ehemalige Bundespolizeidirektion Wien, heute Sitz der Landespolizeidirektion Wien

Historisches Logo und Motto der BPD Wien

Die Bundespolizeidirektion Wien war bis zur Sicherheitsbehörden-Neustrukturierung 2012, d. h. bis 31. August 2012, die für das Gebiet der Stadt Wien zuständige Organisationseinheit der dem Innenministerium unterstehenden Sicherheitsverwaltung bzw. der Bundespolizei. Sie war eine von 14 in österreichischen Städten bestehenden Bundespolizeidirektionen. Hier wurden exekutive und administrative Aufgaben der Sicherheitsverwaltung zusammengefasst. Sie wurde (bei personeller Kontinuität an der Spitze) am 1. September 2012 als Organisationseinheit von der Landespolizeidirektion Wien (LPD Wien) mit dem Landespolizeipräsidenten als Leiter der Behörde und des Wachkörpers abgelöst.
Die Bundespolizeidirektion Wien fungierte, da Wien auch eines der neun Bundesländer Österreichs ist, gleichzeitig als Sicherheitsdirektion für das Land Wien. Ihr Vorgänger war die k.k. Polizeidirektion in Wien. Der Behördenleiter trug von 1874 bis 2012 den Titel Polizeipräsident. Der Begriff Bundespolizeidirektion bestand seit der Erlassung der Bundesverfassung 1920.

## Geschichte
Die (Bundes-)Polizeidirektion Wien hatte seit Erlassung der Staatsgrundgesetze 1867 ihren Sitz an folgenden Adressen:
- 1., Petersplatz 7 (bis 1875)
- 1., Schottenring 11 (1875–1945)
- 1., Parkring 8 (1945–1974)
- 1., Schottenring 7–9 (1974–2012)

Seit 1904 bestand als „Dependance“ das Polizeigebäude an der Rossauer Lände im 9. Bezirk. Seit 1921 erfolgte die Schulung neuer Exekutivbediensteter in der Marokkanerkaserne im 3. Bezirk.
Die beiden bekanntesten Polizeipräsidenten Wiens waren Johann Schober, der 1918 den Übergang von der Monarchie zur Republik bewältigen musste, 1923 erster Präsident der Interpol wurde und am 15. Juli 1927 den überschießenden Polizeieinsatz bei den Massendemonstrationen um den Justizpalastbrand zu verantworten hatte, und Josef Holaubek, der 1947 bis 1972 in der Zeit des Wiederaufbaus nach dem Zweiten Weltkrieg amtierte, kommunistische Unterwanderungsversuche beendete und die verlässliche „großkoalitionäre“ Ausrichtung der Polizei garantierte.

### Leitbild 1995
Die Bundespolizeidirektion Wien veröffentlichte 1995 mit Zustimmung des Innenministers ein selbst erstelltes Leitbild, das im Eingangsbereich des Direktionsgebäudes Schottenring 7–9 ausgehängt ist:
- Sicherheitswache, Kriminaldienst und Sicherheitsverwaltung schaffen gemeinsam die Grundlage für ein sicheres Wien. Jede Mitarbeiterin und jeder Mitarbeiter trägt dazu bei.
- Im Mittelpunkt unserer Bemühungen stehen die Menschen dieser Stadt. Ihre Sicherheit ist uns wichtig!
- Qualifizierte Ausbildung ist die Basis unseres professionellen Handelns. Persönlicher Einsatz, ständiges Lernen und unsere gemeinsame Erfahrung sollen diese Qualität steigern.
- Innerhalb des rechtlichen Rahmens orientieren wir uns an menschlichen Werten.
- Verantwortungsbewusstsein, Transparenz von Entscheidungen und kollegiales Arbeitsklima sind die Grundlage unseres Erfolges.

Der zusammenfassende Slogan wurde 1997 aus über 600 Vorschlägen, die auf Einladung von Polizeipräsident Peter Stiedl eingesandt wurden, ausgewählt:
- Sicherheit und Hilfe – Ihre Wiener Polizei

Das Leitbild ist seit 1995 unverändert, auch als Sicherheitswache und Kriminaldienst im Jahr 2005 zum Wachkörper Bundespolizei zusammengelegt wurden.

## Aufgaben
In der Polizeidirektion waren unter Aufsicht des Innenministeriums die zivilen Sicherheitsagenden für Wien zu organisieren und zu koordinieren. Von den Polizeijuristen der BPD wurden die verwaltungspolizeilichen Aufgaben (Fremdenpolizei, Waffen-, Munitions-, Schieß- und Sprengmittelwesen, Pressewesen, Vereinspolizei, Versammlungsangelegenheiten) wahrgenommen.
Der BPD war zur Besorgung des Exekutivdienstes der Wachkörper Bundespolizei unterstellt, der vom Landespolizeikommando Wien geführt wurde und an dessen Spitze der für die innere Organisation des Betriebes verantwortliche Landespolizeikommandant stand.
Der Wachkörper teilte sich intern auf in:
- die uniformierte Polizei (bis 2005: Bundessicherheitswachekorps), die den öffentlichen Sicherheits- und Ordnungsdienst durchführt;
- die zivile Polizei, auch als Kriminalpolizei bezeichnet (bis 2005: Kriminalbeamtenkorps), die an der Aufklärung von schwereren Verbrechen arbeitet.

Seit dem Jahr 2005 waren die früher eigenständigen Wachkörper zusammengelegt. Weiters unterstand dem Landespolizeikommando (und damit der BPD) die Sondereinheit WEGA.
Die Staatspolizei, die staatsgefährdende Umtriebe bekämpft, wurde 2002 in das neu gegründete Bundesamt für Verfassungsschutz und Terrorismusbekämpfung (BVT) ausgegliedert. Pass- und Meldewesen wurden 2005 an die Wiener Stadtverwaltung ausgegliedert. Pässe wurden seither nicht mehr von den Polizeikommissariaten, sondern von den Magistratischen Bezirksämtern ausgestellt.
Als einzige BPD in Österreich hatte die BPD Wien 14 Filialen, die als Polizeikommissariate bezeichnet werden; deren Leiter trugen die Verwendungsbezeichnung Stadthauptmann. Bis zur Wiener Polizeireform 2002 gab es 23 Bezirkspolizeikommissariate.
Jedem Polizeikommissariat war seit 2005 ein Stadtpolizeikommando (bis 2005: Sicherheitswachebereichsabteilung; bis 2002: Sicherheitswachebezirksabteilung) unterstellt, von dem aus die Polizeiarbeit geleitet wird.
Direkt dem Polizeipräsidenten unterstellt war das Büro für besondere Ermittlungen (BBE), das strafrechtliche Delikte von Polizeibeamten (wie z. B. Körperverletzungen oder Diebstähle) untersuchte, wenn sie nicht in die Kompetenz des Bundesamts zur Korruptionsprävention und Korruptionsbekämpfung fielen.
Siehe weiters: Amtsmissbrauchaffären in der Wiener Polizei 2006

## Kritik
Auf politischer Ebene wurde von Bürgermeister Häupl und der SPÖ Wien kritisiert, dass die Anzahl der Wiener Polizisten den vielfältigen Aufgaben der Polizei nicht entspricht und in den Jahren der Polizeireformen nicht gestiegen, sondern gesunken sei. Die von Innenministerin Maria Fekter zugesagte Personalaufstockung dauere viel zu lang. Die Innenministerin war bestrebt, den Personalengpass unter anderem dadurch zu reduzieren, dass für Verwaltungsagenden der Wiener Polizei von der Post AG dort nicht mehr benötigte Bundesbeamte übernommen werden; die ersten ehemaligen Postbeamten (es handelt sich um ehemalige Innendienstmitarbeiter, nicht um Briefträger) sind seit September 2009 probeweise bei der Polizei im Einsatz.
Exponenten der Zivilgesellschaft kritisierten die menschenrechtlich bedenkliche Umgangsweise einzelner Exekutivbediensteter gegenüber Ausländern. Die Fälle Marcus Omofuma (überlebte seine Abschiebung nicht), Seibane Wague (überlebte Fixierung am Boden nicht), Bakary J. (schwere Misshandlung eines Schubhäftlings), Binali Ilter (tödlicher Waffengebrauch gegen den Verwirrten) und Nicolae J. (rechtswidrige Tötung nach Amokfahrt) erregten besonderes Aufsehen.
Exekutivbedienstete vertreten Medien gegenüber anonym nicht selten die Meinung, die seit 2002 erfolgten Reformen hätten die Arbeit der Polizei nicht erleichtert bzw. nicht verbessert. Für die Öffentlichkeit ist nicht zu klären, ob skeptische Äußerungen sachlichen Hintergrund haben oder aus persönlicher Enttäuschung über fehlende Anerkennung oder ausbleibende Karrierechancen resultieren.